# 森田進 (競輪選手)
森田 進（もりた すすむ、1965年9月8日 - 2013年8月2日）は、埼玉県菖蒲町（現在は久喜市）出身の元競輪選手。日本競輪学校第57期生。

## 来歴
埼玉県立菖蒲高等学校出身。
1986年5月3日、花月園競輪場でデビューし、初勝利を挙げた。
全日本選抜競輪に11年連続で出場するなど、1990年代は常時特別競輪（GI・GII）に参加。1994年のふるさとダービー（武雄競輪場）では決勝に進出（4着）。また、記念競輪（GIII)を2度優勝した。
2013年、7月10日に行われた西武園7レース（3着）出走後、同年7月20日の豊橋競輪開設記念に出走予定だったが、当日のメディカルチェックの結果、欠場することになったため帰郷。その約2週間後にあたる同年8月2日、急性白血病のため死去した。47歳没。
死没時の級班ランクはS級2班。選手登録削除は同年8月5日。通算成績1826戦218勝、通算優勝回数15。